# José Eustaquio Machado
José Eustaquio Machado (Caracas, Venezuela, 1868- Ib., 17 de septiembre de 1933) fue un historiador, folklorista y articulista venezolano. Miembro de la Academia Nacional de la Historia y director de la Biblioteca Nacional. A su labor compiladora se deben los títulos Cancionero popular venezolano (1919) y el Centón lírico patriótico (1920).

## Biografía
Nacido en un hogar donde la lectura ocupa un lugar importante, entre los doce y trece años alterna clases de dibujo en la Universidad Central de Venezuela, con lecciones de barbería en la casa de Vicente Toro, donde ocurrían encuentros entre los escritores del momento. Entre estos, Cecilio Acosta, Arístides Rojas y los hermanos Calcaño. Al morir su padre abandona sus estudios y se hace mecánico, comerciante, maestro de escuela y soldado, participando en las guerras civiles y caudillistas que asolaban a Venezuela en las últimas décadas del siglo XIX.
A partir de 1889 comienza a dedicarse al periodismo, publicando un trabajo en El Siglo. Después colabora con El Tiempo y El Pregonero. Y desde 1895 sus artículos y ensayos aparecerán en las revistas El Cojo Ilustrado, Élite y Cultura Venezolana, en las cuales demostrará sus conocimientos e intereses en temas folklóricos e históricos. También será columnista asiduo del diario El Universal. Para 1913 es diputado al Congreso Nacional por el estado Aragua. Desde su escaño, junto con Trino Baptista y el general Ramón Ayala, criticó la aprobación del Protocolo Venezolano-Francés.
Entre 1922 y 1933 trabaja como director de la Biblioteca Nacional. Durante su gestión, con la colaboración de los historiadores Manuel Segundo Sánchez y Caracciolo Parra León, funda el boletín de esta institución. El mismo será referencia no solo para el catálogo de la biblioteca, también para la bibliografía venezolana. Destacan las secciones «Escarceos bibliográficos» y «Documentos para la historia de la Biblioteca Nacional».
Su labor como folklorista no resultará de rigor científico alguno sino por su pasión por la tradición venezolana, coleccionando desde su juventud refranes, versos y canciones populares. Todos ellos serán recogidos en diferentes libros como el Cancionero popular venezolano (1919), Centón lírico patriótico (1920) y Viejos Cantos y Viejos Cantores (1921). En 1924 cuando es designado individuo de número (Sillón «F») de la Academia Nacional de la Historia, en sustitución de José Ladislao Andara, su discurso de incorporación será un estudio titulado «Folklore venezolano». Con estos trabajos los estudios folklóricos en Venezuela encuentran nuevo y renovado auge.
En 1926 es premiado por un concurso promovido por Eduardo Labougle, entonces embajador de Argentina, por su investigación sobre El Gaucho y el Llanero. También por esos años prepara un catálogo de la Academia de la Historia; publica la segunda parte de la Historia Universal de Juan Vicente González y dirige la publicación de los escritos dispersos de Arístides Rojas. En 1929 recopila sus artículos de El Universal en el libro El día histórico.
En septiembre de 1933, por motivos del asma, debe refugiarse en La Guaira, a orillas del litoral central. Fallece poco después, el 17 de septiembre, en su ciudad natal.

## Obra
- Epítome de moral, 1896.

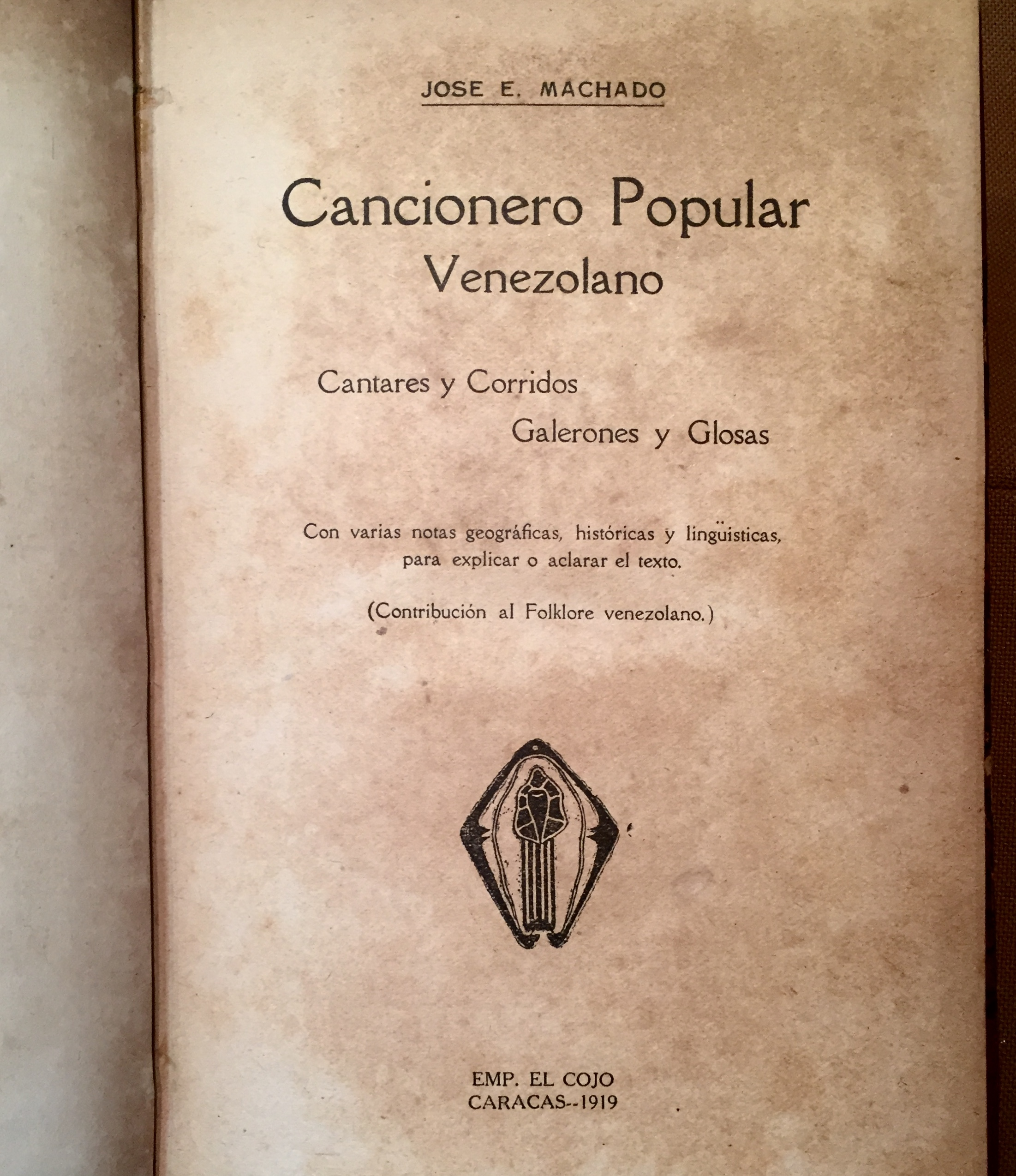
Primera edición del Cancionero Popular Venezolano (1919).

- Elegía a la memoria de mi hermana, 1899.
- Recuerdos de Santa Marta, 1914.
- Rasgos biográficos sobre el general Francisco de Miranda, 1916.
- Curioso mueble histórico, 1917.
- Cancionero popular venezolano, 1919.
- Centón lírico patriótico, 1920.
- Viejos Cantos y Viejos Cantores, 1921.
- Las dos campanas, 1922.
- El estandarte de Pizarro, 1924.
- El Gaucho y el Llanero, 1926.
- El día histórico, 1929.
- Lista de algunos periódicos que vieron la luz en Caracas de 1808 a 1900, 1929.
- Gregor Mac Gregor, 1930.
- Territorio de Mosquitos, 1930.
- Cobre viejo, 1930.